# Élections législatives de 1988 dans la Drôme
Les élections législatives françaises de 1988 se déroulent les 5 et 12 juin 1988. Dans le département de la Drôme, quatre députés sont à élire dans le cadre de quatre circonscriptions.

## Élus
| Circonscription | Député sortant        | Parti                 | Parti                 | Député élu     | Parti | Parti         |
| --------------- | --------------------- | --------------------- | --------------------- | -------------- | ----- | ------------- |
| 1re             | Scrutin proportionnel | Scrutin proportionnel | Scrutin proportionnel | Roger Léron    |       | PS            |
| 2e              | Scrutin proportionnel | Scrutin proportionnel | Scrutin proportionnel | Alain Fort     |       | PS            |
| 3e              | Scrutin proportionnel | Scrutin proportionnel | Scrutin proportionnel | Henri Michel   |       | PS            |
| 4e              | Scrutin proportionnel | Scrutin proportionnel | Scrutin proportionnel | Georges Durand |       | Divers droite |

## Positionnement des partis
L'UDF et le RPR se présentent unis sous l'étiquette « Union du Rassemblement et du Centre » tandis que les candidats du Parti socialiste se rangent sous la bannière de la « Majorité présidentielle pour la France unie », slogan de la campagne présidentielle de François Mitterrand.

## Résultats

### Résultats à l’échelle du département
| Parti          | Parti                               | Premier tour | Premier tour | Second tour | Second tour | Sièges |
| Parti          | Parti                               | Voix         | %            | Voix        | %           | Sièges |
| -------------- | ----------------------------------- | ------------ | ------------ | ----------- | ----------- | ------ |
|                | Parti socialiste                    | 72 198       | 41,87        | 101 284     | 52,16       | 3      |
|                | La France unie                      | 72 198       | 41,87        | 101 284     | 52,16       | 3      |
|                |                                     |              |              |             |             |        |
|                | Union pour la démocratie française  | 33 788       | 19,59        | 47 044      | 24,23       | 0      |
|                | Divers droite                       | 15 653       | 9,08         | 24 912      | 12,83       | 1      |
|                | Rassemblement pour la République    | 14 964       | 8,68         | 20 930      | 10,78       | 0      |
|                | Union du Rassemblement et du Centre | 64 405       | 37,35        | 92 886      | 47,84       | 1      |
|                |                                     |              |              |             |             |        |
|                | Front national                      | 18 928       | 10,98        |             |             | 0      |
|                | Parti communiste français           | 16 910       | 9,81         | 0           |             |        |
|                |                                     |              |              |             |             |        |
| Inscrits       | Inscrits                            | 275 288      | 100,00       | 275 269     | 100,00      | 4      |
| Abstentions    | Abstentions                         | 96 932       | 35,21        | 76 032      | 27,62       |        |
| Votants        | Votants                             | 178 356      | 64,79        | 199 237     | 72,38       |        |
| Blancs et nuls | Blancs et nuls                      | 5 915        | 3,32         | 5 067       | 2,54        |        |
| Exprimés       | Exprimés                            | 172 441      | 96,68        | 194 170     | 97,46       |        |

### Résultats par circonscription

#### Première circonscription (Valence)
| Candidat       | Candidat             | Parti          | Premier tour | Premier tour | Second tour | Second tour |  |
| Candidat       | Candidat             | Parti          | Voix         | %            | Voix        | %           |  |
| -------------- | -------------------- | -------------- | ------------ | ------------ | ----------- | ----------- |  |
|                | Roger Léron élu      | PS             | 16 696       | 42,68        | 22 778      | 52,11       |  |
|                | Régis Parent sortant | RPR (URC)      | 14 964       | 38,25        | 20 930      | 47,89       |  |
|                | André Haselbauer     | FN             | 4 672        | 11,94        |             |             |  |
|                | Yvonne Allégret      | PCF            | 2 790        | 7,13         |             |             |  |
|                |                      |                |              |              |             |             |  |
| Inscrits       | Inscrits             | Inscrits       | 63 456       | 100,00       | 63 454      | 100,00      |  |
| Abstentions    | Abstentions          | Abstentions    | 23 664       | 37,29        | 18 698      | 29,47       |  |
| Votants        | Votants              | Votants        | 39 792       | 62,71        | 44 756      | 70,53       |  |
| Blancs et nuls | Blancs et nuls       | Blancs et nuls | 670          | 1,68         | 1 048       | 2,34        |  |
| Exprimés       | Exprimés             | Exprimés       | 39 122       | 98,32        | 43 708      | 97,66       |  |

#### Deuxième circonscription (Montélimar - Pierrelatte)
| Candidat       | Candidat            | Parti           | Premier tour | Premier tour | Second tour | Second tour |  |
| Candidat       | Candidat            | Parti           | Voix         | %            | Voix        | %           |  |
| -------------- | ------------------- | --------------- | ------------ | ------------ | ----------- | ----------- |  |
|                | Alain Fort élu      | PS              | 16 435       | 39,91        | 22 929      | 50,61       |  |
|                | Jean Mouton sortant | UDF (CDS) (URC) | 16 380       | 39,78        | 22 373      | 49,39       |  |
|                | Germaine Burgaz     | FN              | 4 569        | 11,1         |             |             |  |
|                | Françoise Simonot   | PCF             | 3 794        | 9,21         |             |             |  |
|                |                     |                 |              |              |             |             |  |
| Inscrits       | Inscrits            | Inscrits        | 62 991       | 100,00       | 62 990      | 100,00      |  |
| Abstentions    | Abstentions         | Abstentions     | 21 063       | 33,44        | 16 404      | 26,04       |  |
| Votants        | Votants             | Votants         | 41 928       | 66,56        | 46 586      | 73,96       |  |
| Blancs et nuls | Blancs et nuls      | Blancs et nuls  | 750          | 1,79         | 1 284       | 2,76        |  |
| Exprimés       | Exprimés            | Exprimés        | 41 178       | 98,21        | 45 302      | 97,24       |  |

#### Troisième circonscription (Crest - Die - Nyons)
| Candidat       | Candidat            | Parti          | Premier tour | Premier tour | Second tour | Second tour |  |
| Candidat       | Candidat            | Parti          | Voix         | %            | Voix        | %           |  |
| -------------- | ------------------- | -------------- | ------------ | ------------ | ----------- | ----------- |  |
|                | Henri Michel élu    | PS             | 22 400       | 43,61        | 31 243      | 55,88       |  |
|                | Hervé Mariton       | UDF (PR) (URC) | 17 408       | 33,89        | 24 671      | 44,12       |  |
|                | Jean-Pierre Rambaud | PCF            | 6 547        | 12,75        |             |             |  |
|                | Georges Carlot      | FN             | 5 005        | 9,74         |             |             |  |
|                |                     |                |              |              |             |             |  |
| Inscrits       | Inscrits            | Inscrits       | 78 508       | 100,00       | 78 501      | 100,00      |  |
| Abstentions    | Abstentions         | Abstentions    | 26 127       | 33,28        | 21 169      | 26,97       |  |
| Votants        | Votants             | Votants        | 52 381       | 66,72        | 57 332      | 73,03       |  |
| Blancs et nuls | Blancs et nuls      | Blancs et nuls | 1 021        | 1,95         | 1 418       | 2,47        |  |
| Exprimés       | Exprimés            | Exprimés       | 51 360       | 98,05        | 55 914      | 97,53       |  |

#### Quatrième circonscription (Romans-sur-Isère)
| Candidat       | Candidat                   | Parti               | Premier tour | Premier tour | Second tour | Second tour |  |
| Candidat       | Candidat                   | Parti               | Voix         | %            | Voix        | %           |  |
| -------------- | -------------------------- | ------------------- | ------------ | ------------ | ----------- | ----------- |  |
|                | Étienne-Jean Lapassat      | PS                  | 16 667       | 40,87        | 24 334      | 49,41       |  |
|                | Georges Durand élu         | Divers droite (URC) | 13 268       | 32,53        | 24 912      | 50,59       |  |
|                | Pierre Prados              | FN                  | 4 682        | 11,48        |             |             |  |
|                | Jacques Faure              | PCF                 | 3 779        | 9,27         |             |             |  |
|                | François Dubernet de Boscq | Divers droite       | 2 385        | 5,85         |             |             |  |
|                |                            |                     |              |              |             |             |  |
| Inscrits       | Inscrits                   | Inscrits            | 70 333       | 100,00       | 70 324      | 100,00      |  |
| Abstentions    | Abstentions                | Abstentions         | 26 078       | 37,08        | 19 761      | 28,1        |  |
| Votants        | Votants                    | Votants             | 44 255       | 62,92        | 50 563      | 71,9        |  |
| Blancs et nuls | Blancs et nuls             | Blancs et nuls      | 3 474        | 7,85         | 1 317       | 2,6         |  |
| Exprimés       | Exprimés                   | Exprimés            | 40 781       | 92,15        | 49 246      | 97,4        |  |